# Григорьян, Ашот Тигранович
Ашот Тигранович Григорьян (Григорян) (21 марта 1910—1997) — советский и российский механик и историк науки. Доктор физико-математических наук, профессор.
Вице-президент (1962—1977), президент (с 1977) Международного Союза истории и философии науки (МСИФН). Член-корреспондент (с 1960) и действительный член (с 1963) Международной академии истории науки.

## Биография
Родился в селе Керт (ныне Гузумкенд) Елизаветпольской губернии — ныне это село в Ходжавендском районе Азербайджана.
В 1935 окончил механико-математический факультет МГУ.
Участвовал в Великой Отечественной войне.
В 1951—1954 годах работал в Московском государственном университете им. М. В. Ломоносова. Кроме МГУ преподавал также в Московском полиграфическом институте и Всесоюзном заочном политехническом институте. Преподавательский стаж составил 30 лет.
С 1956 года постоянное место работы — Институт истории естествознания и техники АН СССР.
С 1960 года — член-корреспондент Международной академии истории наук, а с 1963 года — действительный член той же академии. Также был членом академии наук Испании.
С 1962 А. Т. Григорьян был вице-президентом основанного в 1956 Международного Союза истории и философии науки (МСИФН), а с 1977 года на 15-м Международном конгрессе (Шотландия, Эдинбург) был избран президентом этого союза.
Автор свыше 280 научных работ. Основные работы А. Т. Григорьяна посвящены истории механики, в том числе истории отечественной механики. Плодотворно исследовал историю механики XVIII—XX вв., историю механики в СССР, историю теоретической механики. Занимался также научными биографиями.
Похоронен вместе с женой, Тамарой Анатольевной Григорьян (1921—1983), на Ваганьковском кладбище (Москва).

## Награды
- Орден Отечественной войны 1 степени (1942)[5]
- Орден Отечественной войны 2 степени (1985)[6]
- Орден Красной Звезды[7]
- Медаль «За победу над Германией в Великой Отечественной войне 1941—1945 гг.»[8]
- Медаль имени Александра Койре «За выдающиеся научные работы по истории науки» (1971).

## Сочинения
- Григорьян А. Т., Полак Л. С. Очерки развития основных физических идей. — М.: Изд-во АН СССР, 1959. — 512 с. — 5000 экз. (в пер.)

- Григорьян А. Т. Михаил Васильевич Остроградский: [Математик. 1801-1862]. — М.: Изд-во АН СССР, 1961. — 92 с. — (Научно-популярная серия / Академия наук СССР).

- Григорьян А. Т. Очерки истории механики в России / Институт истории естествознания и техники АН СССР. — М.: Изд-во АН СССР, 1961. — 292 с. — Библиогр.: с. 251—283.

- Григорьян А. Т., Зубов В. П. Очерки развития основных понятий механики / Ин-т истории естествознания и техники АН СССР. — М.: Изд-во АН СССР, 1962. — 274 с.

- Григорьян А. Т. Популярные беседы о механике. — М.: Наука, 1965. — 192 с.

- Григорьян А. Т. Эволюция механики в России. — М.: Наука, 1967. — 168 с. — (Научно-популярная серия / Академия наук СССР).

- Григорьян А. Т., Вяльцев А. Н. Генрих Герц. 1857-1984. — М.: Наука, 1968. — 312 с. — (Научно-биографическая серия / АН СССР).

- Русско-французские научные связи / Публикация и предисл. А. Т. Григорьяна и А. П. Юшкевича при участии Т. Н. Кладо и Ю. Х. Копелевич.. — Л.: Наука. Ленингр. отд-ние, 1968. — 298 с.

- Григорьян А. Т., Погребысский И. Б. История механики: С древнейших времен до конца XVIII века. — М.: Наука, 1971. — 296 с. — 3600 экз. (в пер., суперобл.)

- Григорьян А. Т., Погребысский И. Б. История механики: с конца XVIII века до середины XX века. — М.: Наука, 1972. — 412 с. — 4000 экз. (в пер., суперобл.)

- Григорьян А. Т. Механика от античности до наших дней. — М.: Наука, 1971. — 312 с. — 18 000 экз. (в пер.)

- Григорьян А. Т. Механика от античности до наших дней / АН СССР. — Изд. 2-е, перераб. и доп. — М.: Наука, 1974. — 480 с. — (Из истории мировой культуры). — 26 000 экз. (в пер., суперобл.)

- Григорьян А. Т., Фрадлин Б. Н. Механика в СССР / АН СССР. — М.: Наука, 1977. — 192 с. — 20 500 экз. — Список лит.: с. 177—191 (271 назв.).

- Григорьян А. Т. Механика в России. — М.: Наука, 1978. — 192 с. — (История науки и техники).

- Григорьян А. Т., Рожанская М. М. Механика и астрономия на средневековом Востоке. — М.: Наука, 1980. — 200 с. — (История науки и техники).

- Григорьян А. Т., Ковалёв Б. Д. Даниил Бернулли, 1700-1782. — М.: Наука, 1981. — 320 с. — (Научно-биографическая серия). — 27 000 экз. (в пер.)

- Григорьян А. Т., Фрадлин Б. Н. История механики твердого тела. — М.: Наука, 1982. — 296 с.

Редактор библиографических справочников
- История естествознания: Литература, опубликованная в СССР. (1951 - 1956) / Сост. Л. В. Каминер [и др.] ; Ред. А. Т. Григорьян, Д. Д. Иванов.. — М.: Изд-во АН СССР, 1963. — 432 с. — (Акад. наук СССР. Ин-т истории естествознания и техники. Фундам. б-ка обществ. наук). — 1500 экз.

- История естествознания: Литература, опубликованная в СССР (1976 - 1980) / Отв. ред. А. Т. Григорьян; Сост. О. А. Лежнева и др. АН СССР, Ин-т истории естествознания и техники, ИНИОН.. — М.: Наука, 1985. — 280 с. — 1250 экз.

- История естествознания: Литература, опубликованная в СССР: Науки о Земле, биологические науки / Отв. ред. А. Т. Григорьян, И. А. Федосеев; Сост. О. А. Лежнева и др. АН СССР, Ин-т истории естествознания и техники, ИНИОН.. — М.: Наука, 1989. — 400 с. — 800 экз. — ISBN 5-02-007207-9.

- История естествознания: Литература, опубликованная в СССР / Сост.: О. А. Лежнева (рук.) и др.; Отв. ред. А. Т. Григорьян; РАН, Ин-т истории естествознания и техники им. С. И. Вавилова. — М.: Наука, 1995. — Т. 9 (1981-1983) Ч.1 : Естествознание в целом, физико-математические и химические науки. — 232 с.

Редактор сборников и ежегодников
- Очерки истории математики и механики: (Сборник статей) / Отв. ред. А. Т. Григорьян. — М.: Изд-во АН СССР, 1963. — 272 с.

- Физико-математические науки в странах Востока [сборник статей и публикаций]: Вып. 1 (4) / Ред. А. Т. Григорьян, А. П. Юшкевич. Институт истории естествознания и техники АН СССР. — М.: Наука, 1966. — 360 с.

- Физико-математические науки в странах Востока [сборник статей и публикаций]: Вып. 2 (5) / Ред. А. Т. Григорьян, А. П. Юшкевич. Институт истории естествознания и техники АН СССР. — М.: Наука, 1969. — 200 с.

- Развитие механики гироскопических и инерциальных систем: [Сборник статей]: Посвящается акад. А. Ю. Ишлинскому в связи с его шестидесятилетием / Ред. А. Т. Григорьян. — М.: Наука, 1973. — 456 с.

- Механика и цивилизация XVII - XIX вв.: [Сборник статей] / Сост. В. С. Кирсанов; Ред. А. Т. Григорьян, В. С. Кузнецов. Институт истории естествознания и техники АН СССР. — М.: Наука, 1979. — 528 с.

- Исследования по истории механики: Сб. статей / Отв. ред. А. Т. Григорьян. АН СССР, Ин-т истории естествознания и техники. — М.: Наука, 1983. — 288 с.

- Исследования по истории физики и механики: [ежегодник] / Редкол.: А. Т. Григорьян (отв. ред.) и др. АН СССР. Ин-т истории естествознания и техники. — М.: Наука, 1985. — 312 с.

- Исследования по истории физики и механики: [ежегодник] / Редкол.: А. Т. Григорьян (отв. ред.) и др. АН СССР. Ин-т истории естествознания и техники. — М.: Наука, 1986. — 272 с.

- Исследования по истории физики и механики: [ежегодник] / Редкол.: А. Т. Григорьян (отв. ред.) и др. АН СССР. Ин-т истории естествознания и техники. — М.: Наука, 1987. — 248 с.

- Исследования по истории физики и механики: [ежегодник] / Редкол.: А. Т. Григорьян (отв. ред.) и др. АН СССР. Ин-т истории естествознания и техники. — М.: Наука, 1988. — 264 с.

- Исследования по истории физики и механики: [ежегодник] / Редкол.: А. Т. Григорьян (отв. ред.) и др. АН СССР. Ин-т истории естествознания и техники. — М.: Наука, 1989. — 268 с.

- Исследования по истории физики и механики: [ежегодник] / Редкол.: А. Т. Григорьян (отв. ред.) и др. АН СССР. Ин-т истории естествознания и техники. — М.: Наука, 1990. — 244 с.